# Dichromia macularis
Dichromia macularis är en fjärilsart som beskrevs av Jacob Hübner 1787. Dichromia macularis ingår i släktet Dichromia och familjen nattflyn. Inga underarter finns listade i Catalogue of Life.